# Teddy Bridgewater
Theodore Edmond Bridgewater II, detto Teddy (Miami, 10 ottobre 1992), è un giocatore di football americano statunitense che militato nel ruolo di quarterback per i Tampa Bay Buccaneers ella National Football League. Scelto nel corso del primo giro (32º assoluto) del Draft NFL 2014, in precedenza aveva giocato a football per i Cardinals dell'Università di Louisville.

## Carriera universitaria
Dopo aver giocato a football per la Northwestern High School di Miami, ai tempi della quale lanciò per 6.712 yard e 70 touchdown nelle tre stagioni da titolare, Bridgewater fu convocato per giocare nell'U.S. Army All-American Bowl (ricevendo la menzione onorevole quale quarterback dell'evento con il miglior braccio) e venne classificato da Rivals.com come 2º miglior quarterback dual threat della nazione della sua classe di reclutamento. Nell'estate del 2010 registrò l'interesse di numerose università del Paese, prime tra tutte Florida, Georgia, LSU e Miami, scegliendo quest'ultima nel giugno dello stesso anno. Tuttavia le altre università continuarono ugualmente a seguirlo e dopo l'esonero del capo allenatore di Miami Randy Shannon, Bridgewater, che nel frattempo aveva conosciuto l'assistente allenatore dei Cardinals Clint Hurtt, si disimpegnò dall'accordo che aveva con Miami ed il 20 dicembre 2010 firmò una lettera di intenti con l'Università di Louisville.

### 2011
Come freshman iniziò la stagione con i gradi di riserva ma, già a partire dalla quarta gara della stagione, fu nominato titolare nell'incontro che vedeva i Cardinals opposti ai Thundering Herd della Marshall University (divenendo il primo quarterback true freshman titolare di Louisville dai tempi di Stu Stram, che lo fu nel 1976) e lo rimase sino al termine della stagione. Bridgewater terminò il suo primo anno collegiale con 191 completi su 296 passaggi per un totale di 2.129 yard, 14 touchdown e 12 intercetti messi a referto, numeri questi che rappresentarono nuovi record di Louisville per quanto riguarda un quarterback freshman, venendo nominato Rookie dell'anno della Big East Conference e Freshman All-American da Rivals.com, Scout.com, CBS Sports e Sporting News.

### 2012

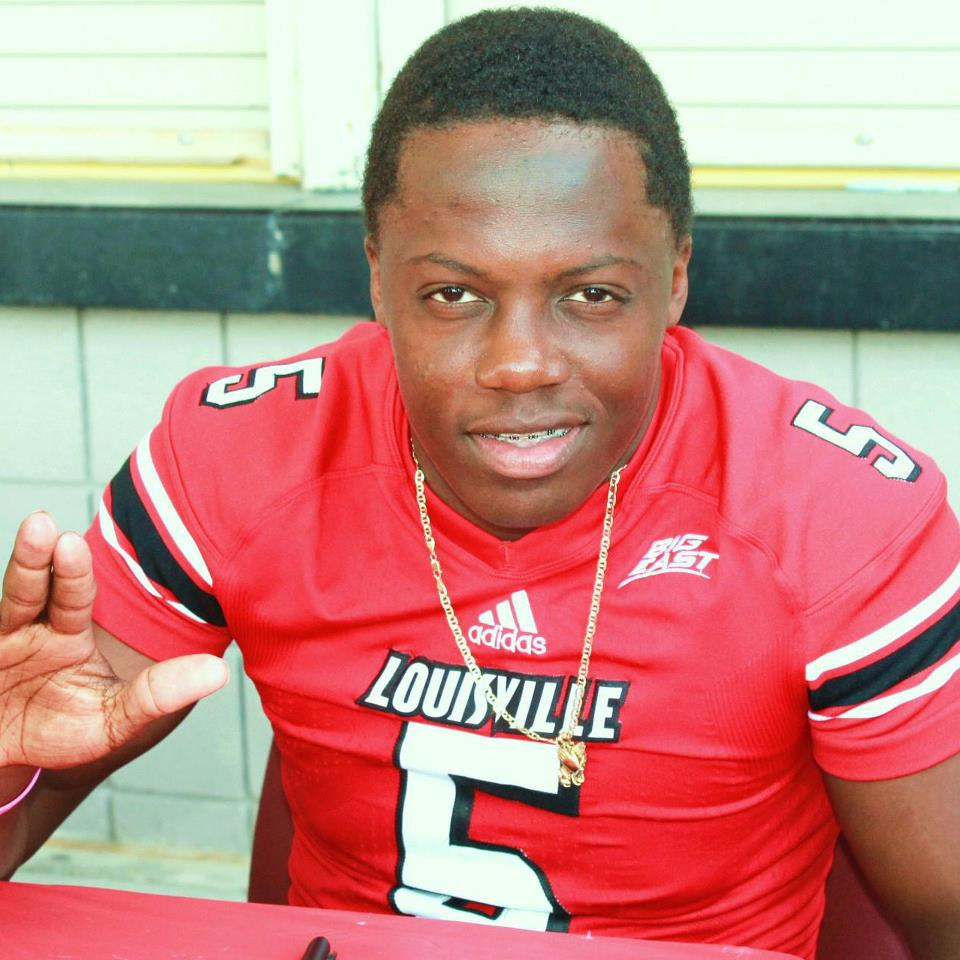
Bridgewater con la maglia dei Cardinals nel 2012.

L'anno seguente, come sophomore, partì titolare 12 volte su 13, sedendo in panchina solo contro con gli Scarlet Knights della Rutgers University a causa di un infortunio ad un'anca e ad un braccio che non gli impedì comunque di entrare a partita in corso e guidare i Cardinals sul 17-14 (la partita terminò poi 20-17 per Louisville) con un lancio da 20 yard per il wide receiver DeVante Parker. La vittoria consentì inoltre a Louisville di laurearsi campione della Big East Conference e di qualificarsi per le Bowl Championship Series. Approdati allo Sugar Bowl 2013, i Cardinals erano dati ampiamente per sfavoriti nei confronti dei più quotati Gators dell'Università della Florida (primi a livello nazionale nell'efficienza della difesa sui passaggi), ma grazie ad una prestazione maiuscola del proprio quarterback (a fine gara MVP dell'evento grazie ai 20 passaggi completati su 32 per 226 yard e 2 touchdown) riuscirono a far loro l'ambito Bowl. Bridgewater chiuse la stagione regolare mettendo a referto statistiche decisamente superiori a quelle fatte registrare nel 2011, pari a 267 completi su 387 per 3.452 yard, 25 touchdown e solo 7 intercetti. Egli lanciò per più di 300 yard in 6 incontri, incluse due performance da 400 yard contro Cincinnati Bearcats (416 yard e 2 touchdown in passaggi 24 completati su 41) e Syracuse Orange (26 completi su 49 per 424 yard e 3 touchdown), stabilì il nuovo primato personale di touchdown lanciati in una singola partita (5) contro i Temple Owls e venne nominato al termine della stagione Giocatore offensivo dell'anno della Big East Conference.

### 2013

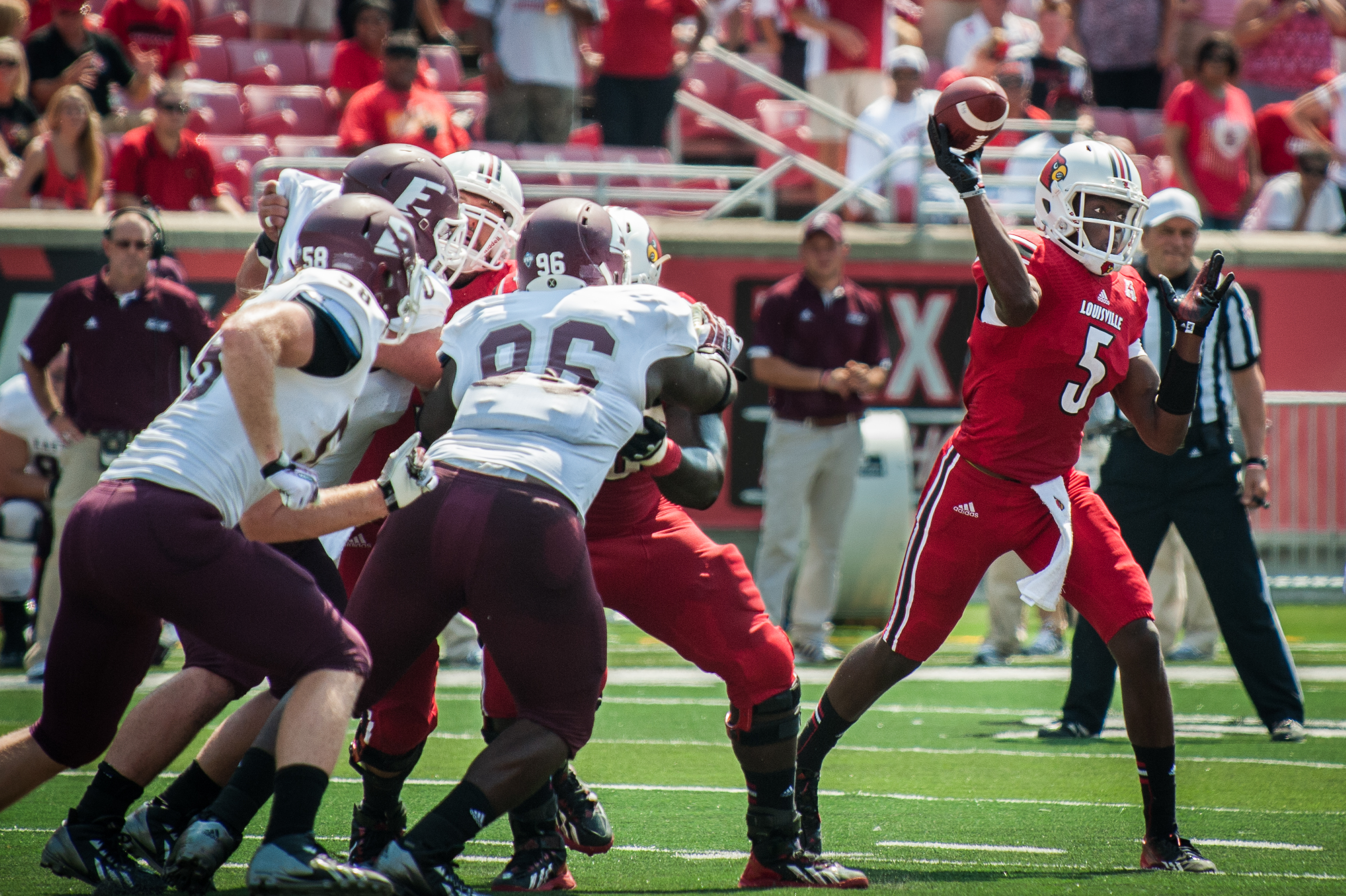
Bridgewater in azione durante Louisville Cardinals - Eastern Kentucky Colonels del 2013.

Nel 2013 Bridgewater guidò Louisville ad un altro anno ricco di successi, a partire dalla stagione regolare, chiusa con il record di 12-1. L'unica sconfitta arrivò nella settimana 7 nel match che vedeva opposti i Cardinals agli UCF Knights, contro i quali Bridgewater lanciò comunque per 341 yard e 2 touchdown senza alcun intercetto, oltre a fare registrare il maggior numero di completi in stagione relativo ad una singola gara (29). La sconfitta, a posteriori, impedì a Louisville di bissare il successo del titolo di conference (anche se Louisville in quest'ultima stagione era passata dalla Big East Conference alla American Athletic Conference) proprio a scapito di Central Florida. Ad ogni modo, nella settimana successiva, contro i South Florida Bulls, Bridgewater disputò una grande gara lanciando 25 passaggi completati su 29 per 344 yard e 3 touchdown mettendo a referto la sua miglior percentuale di passaggi completati (86,2%) ed il suo passaggio più lungo (69 yard) in stagione. Due settimane più tardi, contro gli Houston Cougars, Bridgewater interruppe la sua striscia di 21 partite consecutive con almeno un passaggio da touchdown, facendo inoltre registrare il suo peggior passer rating stagionale (124,3). Ciò nonostante a fine stagione le sue statistiche furono leggermente migliori di quelle della precedente stagione sotto tutte le principali voci: con una percentuale di passaggi completati pari a 71 Bridgewater fu il 2º miglior quarterback della NCAA e chiuse inoltre, a livello nazionale, al 5º posto in efficienza sui passaggi con un passer rating pari a 171,1 (seconda miglior prestazione di tutti i tempi a Louisville), al 10º in yard passate (3.970) ed al 12º in touchdown passati (13), numeri questi che gli valsero l'inserimento nel Second-team All-AAC. Al termine della stagione regolare i Cardinals ottennero l'invito per il Russell Athletic Bowl che li vedeva opposti e favoriti di 3 rispetto ai Miami Hurricanes. Bridgewater trascinò i suoi alla vittoria con una prestazione da 35 passaggi completati su 45 per 447 yard e 3 touchdown che gli valse anche il premio di MVP del bowl.

## Carriera professionistica

### Pre-Draft

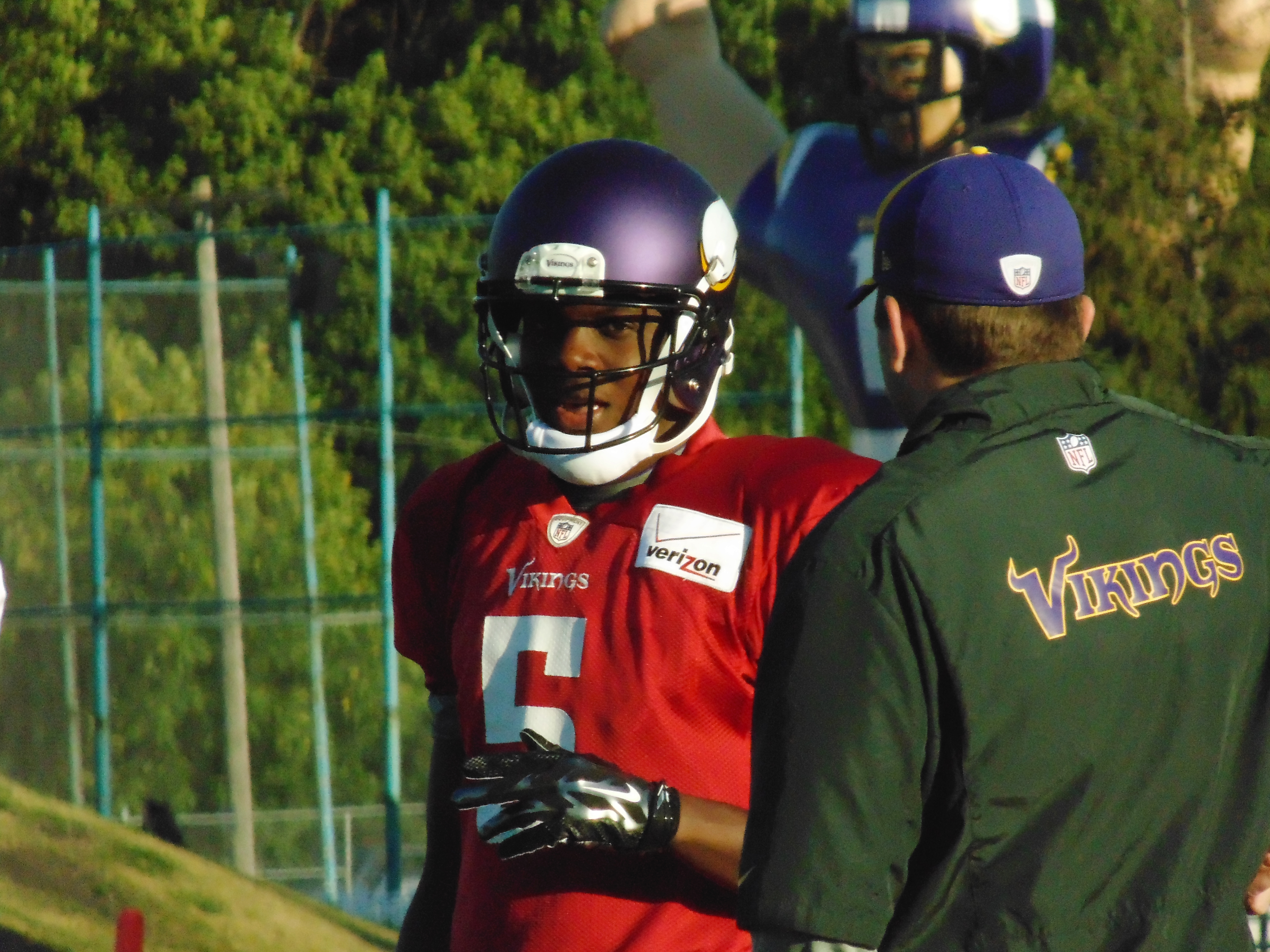
Bridgewater durante il training camp 2014 dei Minnesota Vikings, a colloquio con l'allenatore dei quarterback Scott Turner.

Dichiaratosi eleggibile il 1º gennaio 2014, data in cui annunciò la sua intenzione di saltare l'ultimo anno di college, per tutto il corso del 2013 e 2014 Bridgewater fu costantemente inserito tra i migliori prospetti eleggibili nel Draft NFL 2014, ed in particolare fu considerato assieme al defensive end Jadeveon Clowney come il candidato principale per la prima scelta assoluta. Tuttavia la sua prestazione negativa al Pro Day di Louisville (Mike Mayock, famoso analista di NFL.com, così si espresse sulla sua prova: "Non ho mai visto un quarterback di livello top avere un pessimo Pro Day negli ultimi 10 anni, fino a [quando non ho visto] Teddy Bridgewater"), oltre che la sua decisione di non lanciare e di non correre la 40 yard dash durante la NFL Scouting Combine, provocarono un crollo repentino delle sue quotazioni, tanto che a poche settimane dal Draft alcuni analisti, come Mel Kiper di ESPN o lo stesso Mayock, si spinsero addirittura a pronosticarlo come scelta nel 2º giro del Draft. 

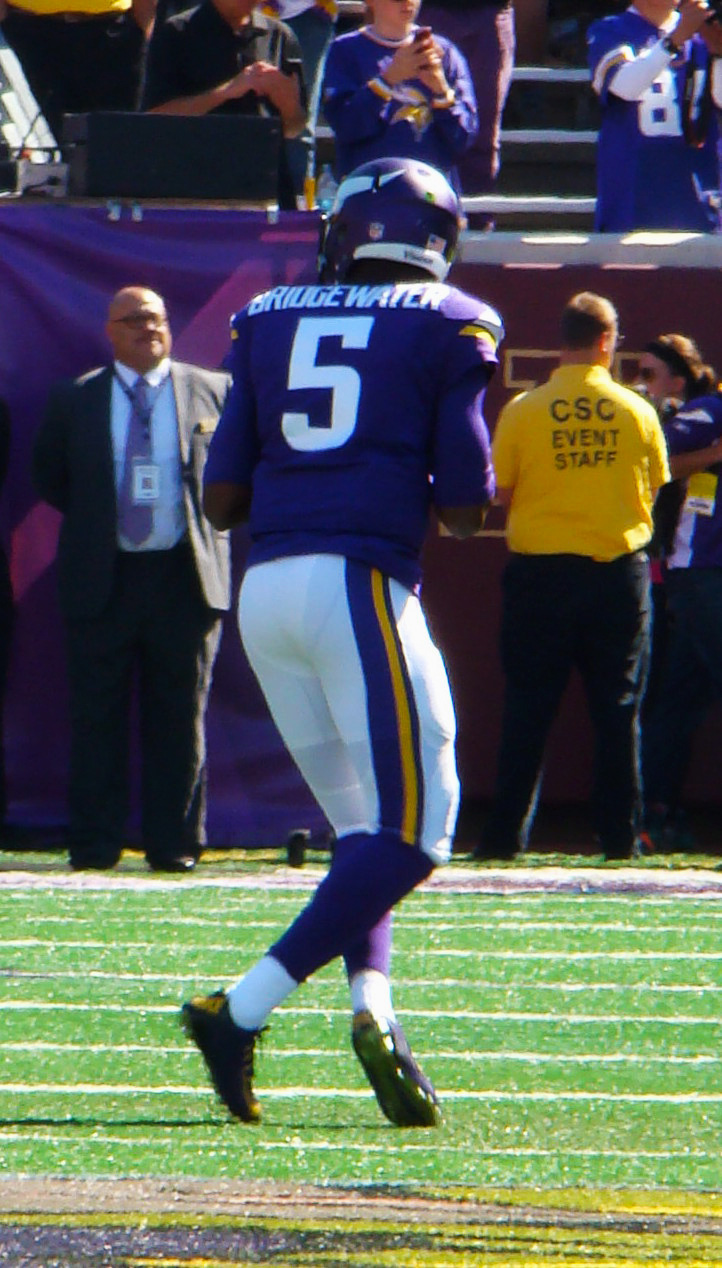
Bridgewater durante il riscaldamento nella gara di settimana 2 che vedeva i Vikings opposti ai Patriots.

### Minnesota Vikings

#### 2014
L'8 maggio fu scelto come 32º assoluto dai Minnesota Vikings, che cedettero ai Seattle Seahawks le proprie scelte al 2º e 4º giro del Draft NFL 2014 per ottenere in cambio la posizione utile per selezionarlo. 12 giorni dopo firmò il suo primo contratto da professionista, un quadriennale con opzione per il quinto anno a 6,85 milioni di dollari di cui 3,3 garantiti alla firma.
Dopo aver trascorso in panchina i primi due incontri della stagione regolare, Bridgewater debuttò come professionista subentrando nella settimana 3 contro i New Orleans Saints al posto dell'infortunato Matt Cassel. Completò 12 passaggi su 20 per 150 yard, non riuscendo però a guidare alla rimonta i suoi, che furono sconfitti per 9-20 dai padroni di casa. Con il veterano Cassel fuori per tutto il resto della stagione, Teddy disputò la prima gara come titolare la domenica successiva, passando 317 yard e segnando un touchdown su corsa nella vittoria sugli Atlanta Falcons che gli valsero il premio di rookie della settimana, malgrado fosse stato costretto ad uscire anzitempo a causa di un infortunio di entità minore. Dal momento però che i Vikings avrebbero dovuto giocare solamente quattro giorni dopo nel Thursday Night Football, il giocatore fu tenuto precauzionalmente a riposo, venendo confermato titolare per la gara del sesto turno contro i Lions. In tale incontro però il rookie ebbe meno fortuna, completando 23 passaggi su 37 per appena 188 yard e nessun touchdown e subendo tre intercetti nella sconfitta per 17-3. La settimana seguente replicò tale prestazione deludente, completando 15 passaggi su 26 per 155 yard, un touchdown (passaggio da 4 yard per Cordarrelle Patterson) e 2 intercetti (ambedue per mano di Leodis McKelvin) nella sconfitta per 16-17 contro i Bills. Di lì tuttavia, guidò la squadra a due vittorie consecutive contro Buccaneers e Redskins, passando in entrambi i casi un touchdown senza subire intercetti.

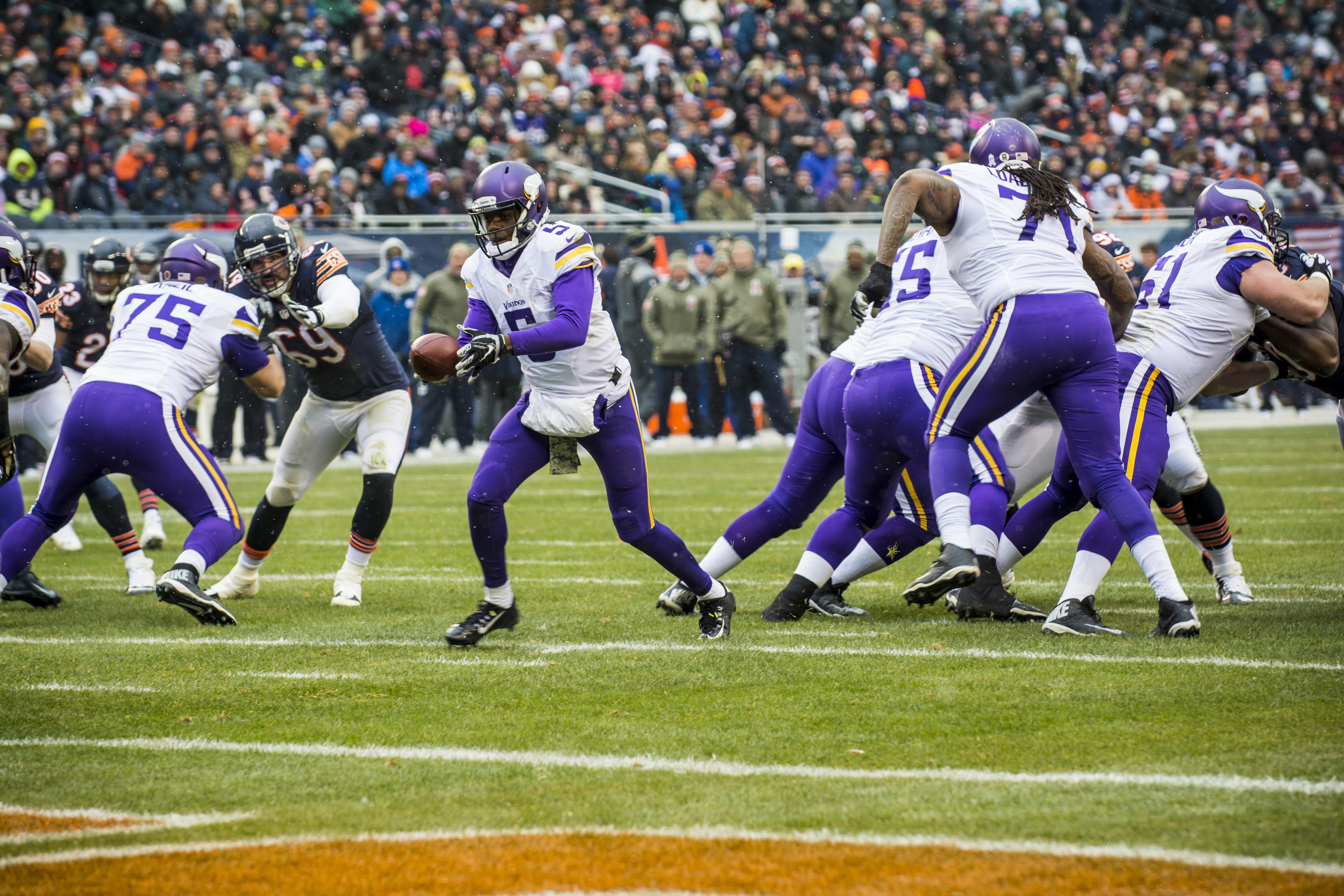
Bridgewater mentre consegna l'ovale al compagno di squadra Jerick McKinnon, durante la gara di settimana 11 in casa dei Bears.

Dopo la settimana di pausa, nei due incontri divisionali consecutivi contro Packers e Bears, Minnesota tornò alla sconfitta guidata da un Bridgewater capace di completare complessivamente il 60% dei propri passaggi per un totale di 368 yard, 3 touchdown e 2 intercetti. Nella settimana 13 i Vikings tornarono alla vittoria battendo 31-13 i Carolina Panthers, in un incontro in cui il quarterback passò 138 yard e 2 touchdown per un passer rating di 120,7 che gli valsero per la seconda volta il premio di rookie della settimana. Sette giorni dopo Bridgewater fu decisivo quando nei tempi supplementari contro i Jets passò il touchdown della vittoria da 87 yard per Jarius Wright, in una gara che concluse con 309 yard passate, due TD e un intercetto. Negli incontri di settimana 15 e 16, contro Lions e Dolphins, i Vikings tornarono alla sconfitta con Bridgewater che complessivamente completò 50 passaggi su 67 tentativi per 574 yard, 3 touchdown e 3 intercetti. In particolar modo nella gara contro Detroit, completando il 75.6% di passaggi, stabilì il nuovo record NFL per passaggi completati in almeno 40 tentativi da parte di un rookie quarterback mentre contro Miami stabilì il nuovo record NFL per il maggior numero di gare consecutive (4) con almeno il 70% di completi messi a segno da un rookie quarterback. Nell'ultima gara stagionale Bridgewater fu invece decisivo lanciando il passaggio da touchdown da 44 yard per Adam Thielen che fissò il punteggio sul 13-9 finale e permise ai Vikings di chiudere la stagione con un record di 7-9.
La sua prima stagione si chiuse con 2.919 yard passate, 14 touchdown e 12 intercetti per un passer rating di 85,2 in 13 presenze, tutte eccetto una disputate come titolare, terminando con la terza percentuale di completamento di tutti i tempi per un debuttante, dietro a Ben Roethlisberger e Robert Griffin III  (64,4%). Come risultato di questa sua prima stagione, Bridgewater fu il quarterback inserito nell'All-Rookie Team stilato dalla Pro Football Writers Association e fu eletto Pepsi Rookie dell'anno della NFL. Bridgewater inoltre riscrisse tutti i principali record di franchigia per un rookie quarterback, arrivandone a stabilire ben 91.

#### 2015

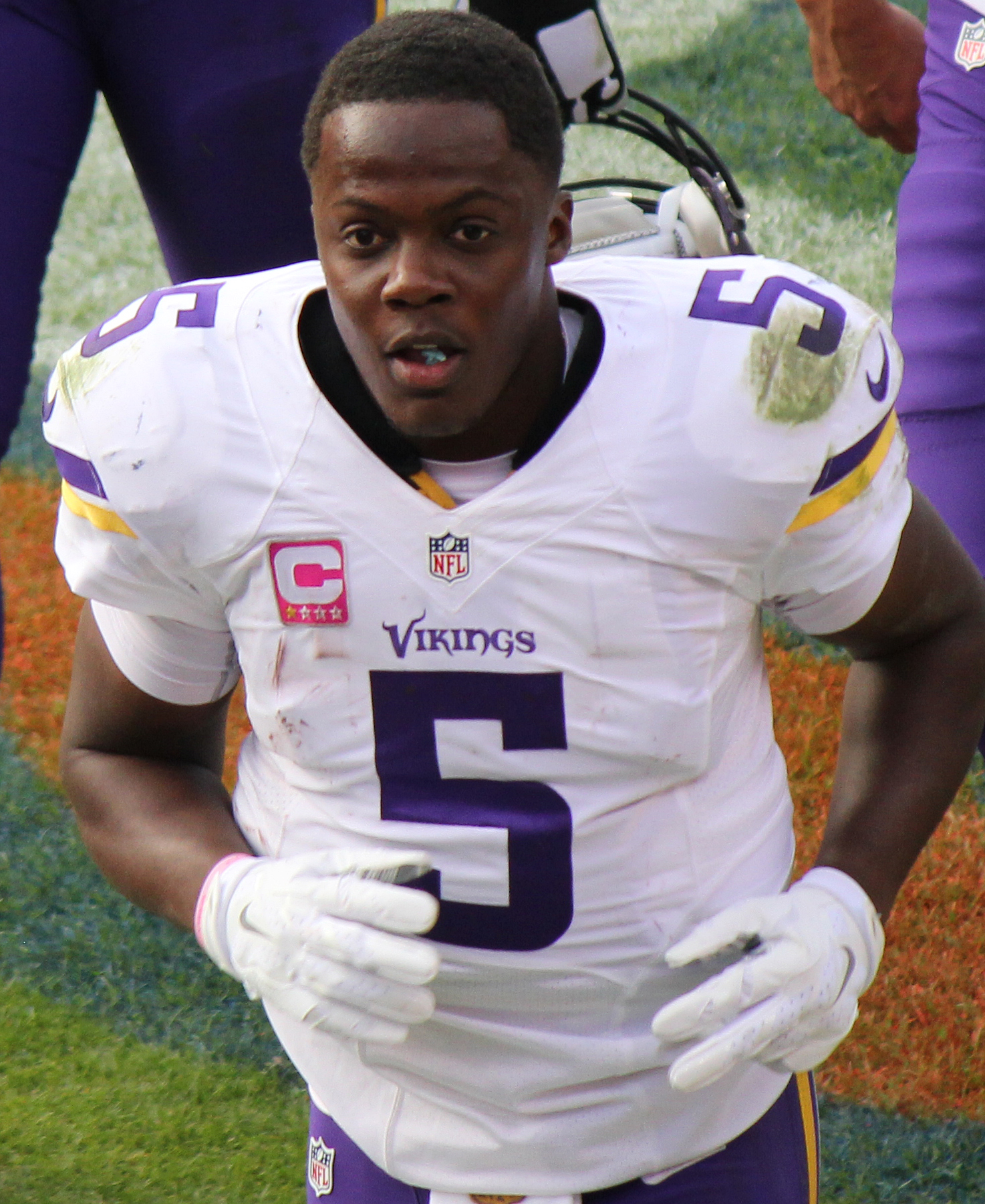
Bridgewater a Denver nel 2015.

Eletto dai propri compagni, assieme ad Adrian Peterson, Everson Griffen e Chad Greenway, come uno dei 4 capitani della squadra alla vigilia dell'incontro di settimana 1, Bridgewater iniziò la sua seconda stagione tra i professionisti completando il 71,9% dei suoi passaggi (23 su 32) per un totale di 231 yard, ma subendo un intercetto (per mano di Tramaine Brock) a fronte di nessun touchdown passato, nell'incontro del Monday Night Football in cui i Vikings furono sconfitti per 3-20 dai 49ers padroni di casa. La settimana successiva, mantenendo ancora un'elevata accuratezza sui passaggi (14 completi su 18 tentativi per una percentuale di 77,7 ed un totale di 153 yard), guidò invece i Vikings alla vittoria per 26-16 sui Lions lanciando un passaggio da touchdown per 5 yard al tight end Kyle Rudolph e trasformandone un secondo con un tentativo di corsa da una yard.
Nella gara di settimana 3, vinta dai Vikings 31-14 contro i Chargers, Bridgewater fu protagonista di una prova sottotono, completando 13 passaggi su 24 tentativi e lanciando un passaggio intercettato dal cornerback Steve Williams.
Nella settimana 15, Bridgewater disputò la miglior gara stagionale, completando 17 passaggi 20 tentativi per 231 yard e 4 quattro touchdown nella vittoria sui Bears. Sette giorni dopo, i Vikings batterono anche i Giants, ottenendo la prima qualificazione ai playoff dal 2012. Nell'ultima partita dell'anno, Minnesota vinse in trasferta a Green Bay, interrompendo il dominio dei Packers nella division e conquistando il primo titolo della NFC North dal 2009. Una settimana dopo, i Vikings furono eliminati perdendo per 10-9 in casa contro i Seahawks nella terza sfida più fredda della storia dei playoff. A fine anno, Bridgewater fu convocato per il suo primo Pro Bowl al posto dell'infortunato Carson Palmer.

#### 2016
Il 30 agosto 2016, durante un allenamento, Bridgewater fu vittima di un grave infortunio, subendo la rottura completa del legamento crociato anteriore e venendo costretto a perdere l'intera stagione 2016.

#### 2017

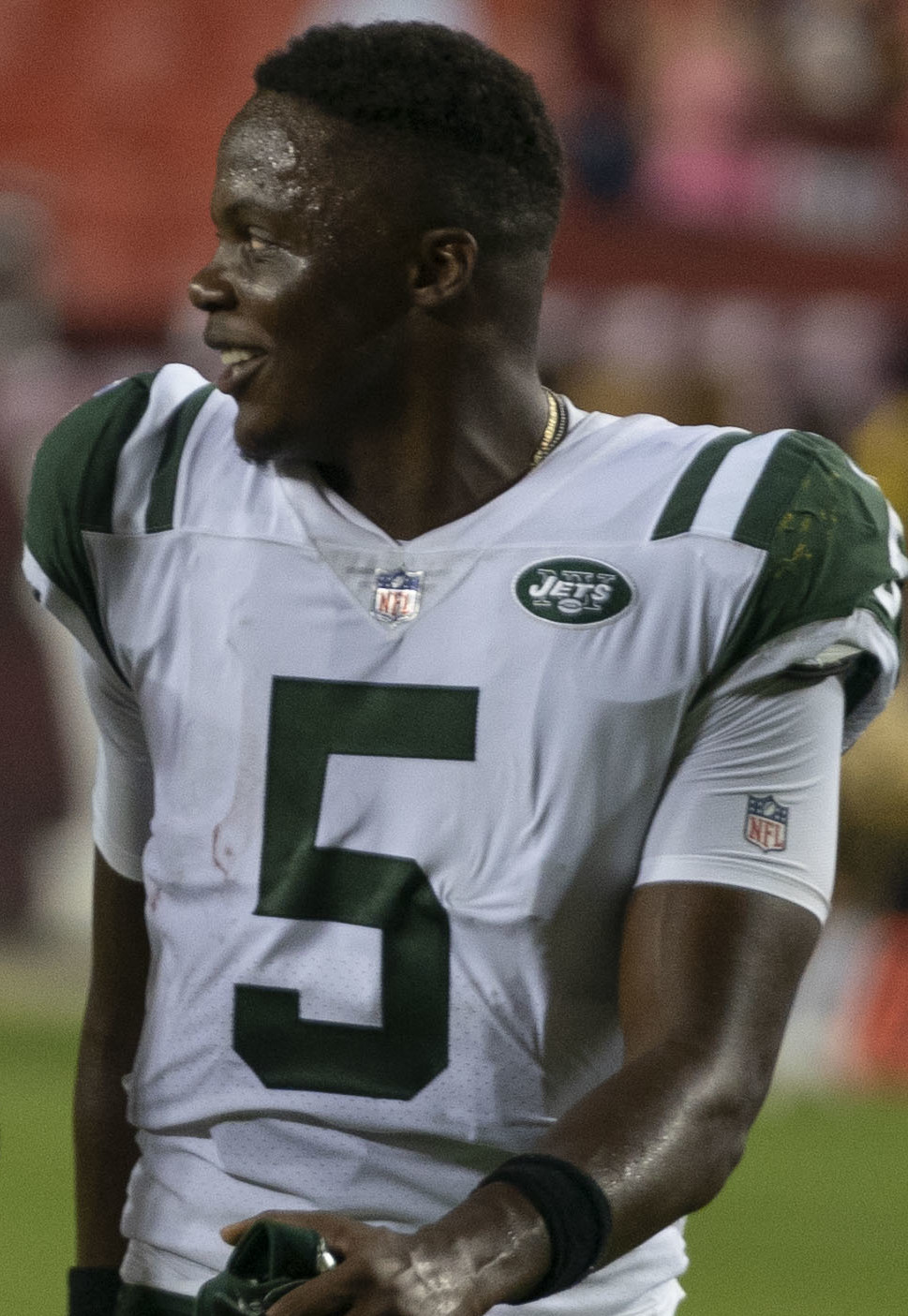
Bridgewater durante la sua breve esperienza con i Jets nella pre-stagione 2018

Dopo l'infortunio subito, Bridgewater tornò per la prima volta nel roster attivo della squadra il 12 novembre 2017, dove fu la riserva di Case Keenum nella gara contro i Washington Redskins. Disputò la sua prima partita quando entrò in campo nei minuti finali della gara vinta contro i Cincinnati Bengals nella settimana 15, ricevendo l'acclamazione dello U.S. Bank Stadium.

### New York Jets
Il 14 marzo 2018 Bridgewater firmò un contratto di un anno con i New York Jets. Con essi disputò tre gare di pre-stagione prima di venire scambiato.

### New Orleans Saints
Il 29 agosto 2018, i Jets scambiarono Bridgewater con i New Orleans Saints per fungere da riserva di Drew Brees. Nell'ultimo turno, con la squadra già certa del primo posto nel tabellone della NFC, disputò la prima gara come titolare dopo tre stagioni completando 14 passaggi su 23 con un touchdown e un intercetto nella sconfitta contro i Carolina Panthers.
Nel secondo turno della stagione 2019, Bridgewater subentrò all'infortunato Brees nel primo tempo, non riuscendo a guidare i Saints alla vittoria sui Rams. La settimana successiva partì come titolare guidando la squadra alla vittoria in casa dei Seahawks con 177 yard passate e 2 touchdown. Seguirono altre quattro vittorie, inclusa una contro i Buccaneers in cui passò oltre 300 yard e 4 touchdown, la sua migliore prova con la maglia dei Saints. Brees, ristabilitosi, tornò a partire come titolare nella settimana 8, con Bridgewater che ebbe come titolare in stagione un record perfetto di 5-0.

### Carolina Panthers

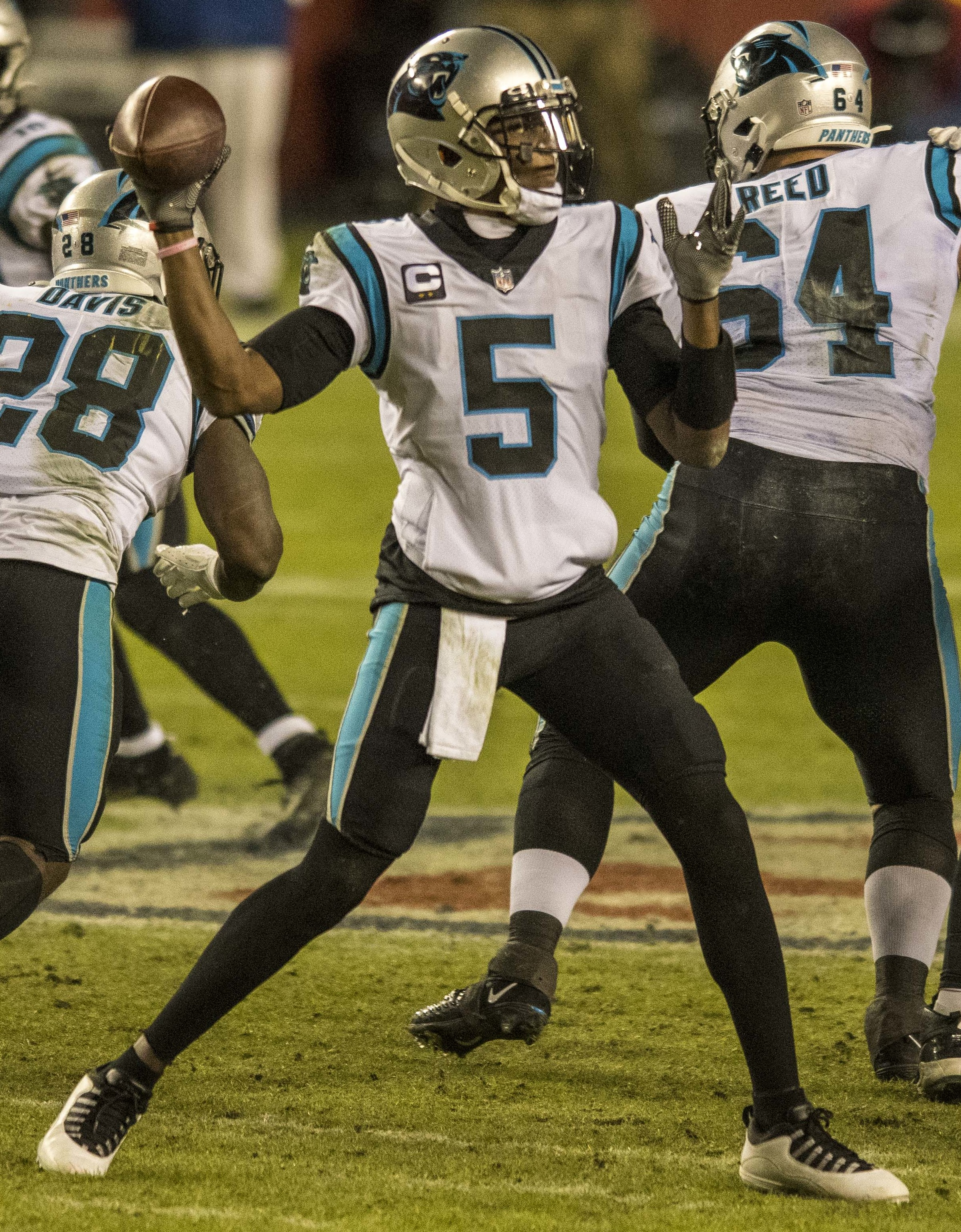
Bridgewater nel 2020

Il 17 marzo 2020 Bridgewater firmò un contratto triennale del valore di 63 milioni di dollari con i Carolina Panthers. Nominato quarterback titolare, la stagione partì con due sconfitte. La prima vittoria giunse nella settimana 3 contro i Los Angeles Chargers in cui passò 235 yard e un touchdown. La settimana successiva segnò il suo primo touchdown su corsa dal dicembre 2015 nella vittoria sugli Arizona Cardinals. Dopo avere perso la gara della settimana 11 per infortunio, Bridgewater tornò in campo nel turno seguente ma i Panthers furono sconfitti in rimonta dai Vikings. La sua stagione si chiuse con i nuovi primati personali in passaggi completati (340), yard passate (3.733), touchdown (15) e yard corse (279), mentre i Panthers non si qualificarono per i playoff. A fine stagione fu premiato con l'Art Rooney Sportsmanship Award per la sportività e il fair play.

### Denver Broncos
Il 28 aprile 2021 Bridgewater fu scambiato con i Denver Broncos per una scelta del sesto giro del Draft NFL 2021. Superò per il ruolo da titolare Drew Lock e debuttò con la nuova maglia nel primo turno in trasferta contro i New York Giants, passando 264 yard e 2 touchdown nella vittoria per 27–13. Dopo avere vinto le prime tre partite, nella quarta Bridgewater subì una commozione cerebrale e fu costretto a lasciare il campo alla fine del primo tempo.

### Miami Dolphins
Il 14 marzo 2022 Bridgewater firmò un contratto di un anno del valore di 6,5 milioni di dollari con i Miami Dolphins. Con Tua Tagovailoa infortunato, Bridgewater partì come titolare nella settimana 5 ma la sua partita ebbe vita breve poiché fu costretto a lasciare l'incontro per una sospetta commozione cerebrale. Nel sedicesimo turno Tagovailoa subì a sua volta una commozione cerebrale, così Bridgewater fu nominato titolare per la gara della settimana successiva. La sua partita durò solamente tre quarti, venendo costretto ad uscire a causa di un infortunio.

### Detroit Lions
Il 10 agosto 2023 Bridgewater firmò con i Detroit Lions, dove ritrovò Dan Campbell, che era stato suo assistente allenatore durante il suo periodo con i Saints.
Bridgewater il 16 dicembre 2023 annunciò l'intenzione di ritirarsi dalla NFL a fine stagione, per diventare allenatore nelle scuole superiori.

### Tampa Bay Buccaneers
Il 5 agosto 2025 Bridgewater tornò sui propri passi, firmando un contratto di un anno con i Tampa Bay Buccaneers.

## Record

### Record NFL
Nell'arco della sua carriera professionistica, Bridgewater ha stabilito o eguagliato i seguenti record di lega:
- Più alta percentuale di passaggi completati in almeno 40 tentativi in una singola partita nella stagione da rookie: 75,6% (contro Detroit il 14 dicembre 2014)
- Maggior numero di partite consecutive con almeno il 70% di passaggi completati nella stagione da rookie: 4 (2014)

### Record di franchigia
Nell'arco della sua carriera professionistica, Bridgewater ha stabilito o eguagliato i seguenti record di franchigia dei Vikings:
- Maggior numero di yard passate nella stagione da rookie: 2.919 (2014)
- Maggior numero di yard passate per passaggio da touchdown in una singola gara: 71,5 (contro New York il 7 dicembre 2014)
- Maggior numero di partite con almeno 300 yard passate nella stagione da rookie: 3 (2014)
- Maggior numero di partite con almeno 200 yard passate nella stagione da rookie: 8 (2014)
- Maggior numero di partite disputate come titolare nella stagione da rookie: 12 (2014)
- Maggior numero di partite consecutive disputate come titolare nella stagione da rookie: 11 (12 ottobre 2014 - 28 dicembre 2014)
- Maggior numero di vittorie nella stagione da rookie: 6 (2014)
- Più alta percentuale di vittorie in partite disputate da titolare nella stagione da rookie: 50% (2014)
- Maggior numero di tentativi di passaggio nella stagione da rookie: 402 (2014)
- Maggior numero di partite con almeno 40 tentativi di passaggio nella stagione da rookie: 3 (2014)
- Maggior numero di partite con almeno 30 tentativi di passaggio nella stagione da rookie: 6 (2014)
- Maggior numero di passaggi completati nella stagione da rookie: 259 (2014)
- Maggior numero di passaggi completati in una singola gara nella stagione da rookie: 31 (contro Detroit il 14 dicembre 2014)
- Più alta percentuale di passaggi completati nella stagione da rookie: 64,4% (2014)
- Più alto passer rating nella stagione da rookie: 85,6 (2014)
- Più alto passer rating nella prima partita in carriera: 93,6 (contro Atlanta il 28 settembre 2014)
- Maggior numero di partite con un passer rating pari o superiore a 100 nella stagione da rookie: 3 (2014, condiviso con Fran Tarkenton)
- Passaggio più lungo lanciato nella stagione da rookie: 87 yard (contro New York il 7 dicembre 2014)

## Palmarès

### Squadra

#### Università
- Russell Athletic Bowl: 1

Louisville Cardinals: 2013
- Sugar Bowl: 1

Louisville Cardinals: 2012
- Big East Conference Championship: 2

Louisville Cardinals: 2011, 2012

### Individuale

#### Università
- MVP del Russell Athletic Bowl: 1

2013
- Second-team All-AAC: 1

2013
- First-team All-BIG East: 1

2012
- MVP dello Sugar Bowl: 1

2012
- Giocatore offensivo dell'anno della Big East Conference: 1

2012
- Honorable mention All-American: 1

2012
- Freshman All-American (2011)
- Rookie dell'anno della Big East Conference (2011)

#### Professionisti
- Convocazioni al Pro Bowl: 1

2015
- Pepsi Rookie dell'anno della NFL (2014)
- PFWA All-Rookie Team - 2014
- Rookie della settimana: 2

4ª e 13ª del 2014
- GMC Never Say Never Moment della settimana: 2

9ª e 14ª settimana della stagione 2014
- Ed Block Courage Award: 1

2016

## Statistiche

### NCAA
| 2011   | Louisville Cardinals | 13 | 11 | 191 | 296   | 2.129 | 64,5% | 14 | 12 | 33 | 132,4 | 89  | 66  | 0,7 | 26 | 4 | 2.195 |
| 2012   | Louisville Cardinals | 13 | 13 | 287 | 419   | 3.718 | 68,5% | 27 | 8  | 28 | 160,5 | 74  | 26  | 0,4 | 17 | 1 | 3.744 |
| 2013   | Louisville Cardinals | 13 | 13 | 303 | 427   | 3.970 | 71%   | 31 | 4  | 23 | 171,1 | 63  | 78  | 1,2 | 24 | 1 | 4.048 |
| Totale | Totale               | 39 | 37 | 781 | 1.142 | 9.817 | 68%   | 72 | 24 | 84 | 154,6 | 226 | 170 | 0,7 | 26 | 6 | 9.987 |

Fonte:  ESPN.com.

### NFL
|          |                   |    |    | Passaggi | Passaggi | Passaggi | Passaggi | Passaggi | Passaggi | Passaggi | Passaggi |     | Corse | Corse | Corse | Corse | Corse |  | Totale |
| Stagione | Squadra           | P  | PT | Comp     | Ten      | Yard     | %        | TD       | Int      | Sack     | Rating   | Ten | Yard  | Media | Max   | TD    | Yard  |  |        |
| -------- | ----------------- | -- | -- | -------- | -------- | -------- | -------- | -------- | -------- | -------- | -------- | --- | ----- | ----- | ----- | ----- | ----- |  | ------ |
| 2014     | Minnesota Vikings | 14 | 12 | 259      | 402      | 2.919    | 64,4%    | 14       | 12       | 39       | 85,2     | 47  | 209   | 4,4   | 16    | 1     | 3.128 |  |        |
| 2015     | Minnesota Vikings | 16 | 16 | 292      | 447      | 3.231    | 65,3%    | 14       | 9        | 44       | 88,7     | 44  | 192   | 4,4   | 19    | 3     | 3.423 |  |        |
| Totale   | Totale            | 30 | 28 | 551      | 849      | 6.150    | 64,9%    | 28       | 21       | 83       | 87       |     | 91    | 401   | 4,4   | 19    | 4     |  | 6.551  |

Fonte:  NFL.com.

Statistiche aggiornate alla stagione 2016